# El Chamo Gabriel
El Chamo Gabriel, pseudonimo di Gabriel Fernández (Caracas, 24 marzo 1968), è un cantautore venezuelano ex membro della banda Los Chamos.

## Storia
Nato a Caracas a fine anni '60, sin da piccolo ebbe modo di potersi mettere alla prova nel mondo della musica, arrivando a entrare a soli 13 anni nel famoso gruppo Menudo, ma a causa di tentati abusi da parte del produttore Edgardo Díaz fu estromesso dal gruppo dopo appena una settimana.
Entra nel gruppo venezuelano dei Los Chamos, all'interno del quale si distingue, tanto da diventare "El Chamo", intraprendendo in seguito una carriera da solista. Conosce l'attrice venezuelana Astrid Gruber, con la quale si sposa e ha due figlie, Scarlet e Stefani. I due si lasceranno dopo un anno.
Attore per la RCTV e gli altri canali venezuelani, ultimamente ha ripreso l'attività di cantante e cantautore, anche collaborando con vari artisti, tra cui l'italiana Antonella Arancio con cui ha co-prodotto il suo più recente album, Algo Hay.

## Discografia

### Album
- Piensa en mi (1986)
- Gabriel Fernandez (1995)
- Álbum Uno (2019, su mercato digitale)
- Algo Hay (2022, su mercato digitale)